# Puchar Świata w Zapasach 2011 – styl wolny kobiet
Zawody Pucharu Świata w 2011 roku w stylu wolnym kobiet odbyły się w dniach 5–6 marca Liévin we Francji.

## Ostateczna kolejność drużynowa
|    | Państwo           |
| -- | ----------------- |
|    | Chiny             |
|    | Stany Zjednoczone |
|    | Japonia           |
| 4. | Kanada            |
| 5. | Mongolia          |
| 6. | Rosja             |
| 7. | Kazachstan        |
| 8. | Francja           |

## Wyniki

### Grupa A
| Grupa A     |
| ----------- |
| 1. Chiny    |
| 2. Japonia  |
| 3. Mongolia |
| 4. Francja  |

### Mecze
- Chiny -  Francja 7-0
- Chiny -  Mongolia 7-0
- Chiny -  Japonia 5-2
- Japonia -  Francja 7-0
- Japonia -  Mongolia 7-0
- Mongolia -  Francja 6-1

### Grupa B
| Grupa B              |
| -------------------- |
| 1. Stany Zjednoczone |
| 2. Kanada            |
| 3. Rosja             |
| 4. Kazachstan        |

### Mecze
- Stany Zjednoczone -  Kazachstan 6-1
- Stany Zjednoczone -  Kanada 5-2
- Stany Zjednoczone -  Rosja 3-4
- Rosja -  Kazachstan 4-3
- Rosja -  Kanada 3-4
- Kanada -  Kazachstan 5-2

### Finały
- 7-8  Kazachstan -  Francja 4-3
- 5-6  Mongolia -  Rosja 6-1
- 3-4  Japonia -  Kanada 6-1
- 1-2  Chiny -  Stany Zjednoczone 4-3

## Klasyfikacja indywidualna

### I-VIII
| Waga  |                   |                    |                          | 4                       | 5                 | 6                        | 7              | 8                         |
| ----- | ----------------- | ------------------ | ------------------------ | ----------------------- | ----------------- | ------------------------ | -------------- | ------------------------- |
| 48 kg | Żułdyz Eszymowa   | Hitomi Obara       | Li Xiaomei               | Ganchimeg Chuluunbaatar | Alyssa Lampe      | Lindsay Rushton Prickett | Clarissa Chun  | Fatoumata Yattabara       |
| 51 kg | Jessica MacDonald | Sun Yanan          | Dawaasüchijn Otgonceceg  | Lubow Salnikowa         | Hikari Sugawara   | Aurélie Basset           | Jessica Medina | Vanessa Boubryemm         |
| 55 kg | Chikako Matsukawa | Yang Senlian       | Anna Gomis               | Helen Maroulis          | Tatiana Padilla   | Samantha Stewart         | Irina Kisiel   | Sündewijn Bjambceren      |
| 59 kg | Anna Połowniewa   | Li Hui             | Sorondzonboldyn Batceceg | Kelsey Campbell         | Takako Saitō      | Amanda Gerhart           | Olga Kalinina  | Adeline Vescan Maïté Piva |
| 63 kg | Kaori Ichō        | Justine Bouchard   | Jing Ruixue              | Szarchüügijn Tümenceceg | Elena Pirozhkova  | Alona Kartaszowa         | Aurelie Gerlac | Audrey Prieto             |
| 67 kg | Hong Yan          | Kristie Davis      | Yoshiko Inoue            | Oczirbatyn Nasanburmaa  | Jelena Szałygina  | Darima Sanżejewa         | Megan Buydens  | Elmira Syzdykowa          |
| 72 kg | Kyōko Hamaguchi   | Jekatierina Bukina | Xu Qing                  | Ali Bernard             | Oczirbatyn Burmaa | Giuzel Maniurowa         | Leah Callahan  | Cynthia Vescan            |

### IX-X
| Waga  | 9               | 10                |
| ----- | --------------- | ----------------- |
| 48 kg | Lubow Kuźmina   | –                 |
| 51 kg | Gulmira Isakova | Whitney Conder    |
| 55 kg | Ajym Äbdyldina  | Marine Picavet    |
| 59 kg | –               | –                 |
| 63 kg | Inna Trażukowa  | Tatjana Zacharowa |
| 67 kg | Mariana Kolic   | Khadija Bamou     |
| 72 kg | –               | –                 |